# Günter Waldmann
Günter Waldmann (* 26. Oktober 1926 in Oberhausen; † 12. Oktober 2020 in March (Breisgau)) war ein deutscher Pädagoge, Germanist, Didaktiker und Religionsphilosoph.

## Leben
Er studierte von 1947 bis 1953 Germanistik, Philosophie und Geschichte in Heidelberg (1954 Dr. phil.). Von 1953 bis 1971 war er Lehrer am Gymnasium Adolfinum in Moers. 1971 wurde er Professor für deutsche Sprache und Literatur und ihre Didaktik an der PH Reutlingen und seit 1987 an der PH Freiburg.
Er starb am 12. Oktober 2020 in March, Baden-Württemberg.

## Schriften (Auswahl)
- Glaube und Terror. Das Verhalten des Glaubens als Ursache von Aggression und Terror. Eine religionsphilosophische Studie. Baltmannsweiler 2006, ISBN 3-8340-0013-2.
- Produktiver Umgang mit Literatur im Unterricht. Grundriss einer produktiven Hermeneutik. Theorie – Didaktik – Verfahren – Modelle. Baltmannsweiler 2007, ISBN 3-8340-0277-1.
- Produktiver Umgang mit dem Drama. Eine systematische Einführung in das produktive Verstehen traditioneller und moderner Dramenformen und das Schreiben in ihnen. Für Schule (Sekundarstufe I und II) und Hochschule. Baltmannsweiler 2013, ISBN 3-8340-1282-3.
- Neue Einführung in die Literaturwissenschaft. Aktive analytische und produktive Einübung in Literatur und den Umgang mit ihr – ein systematischer Kurs (für die Hochschule, für Schulen, zum Selbststudium). Baltmannsweiler 2016, ISBN 3-8340-1592-X.